# Jessi Combs

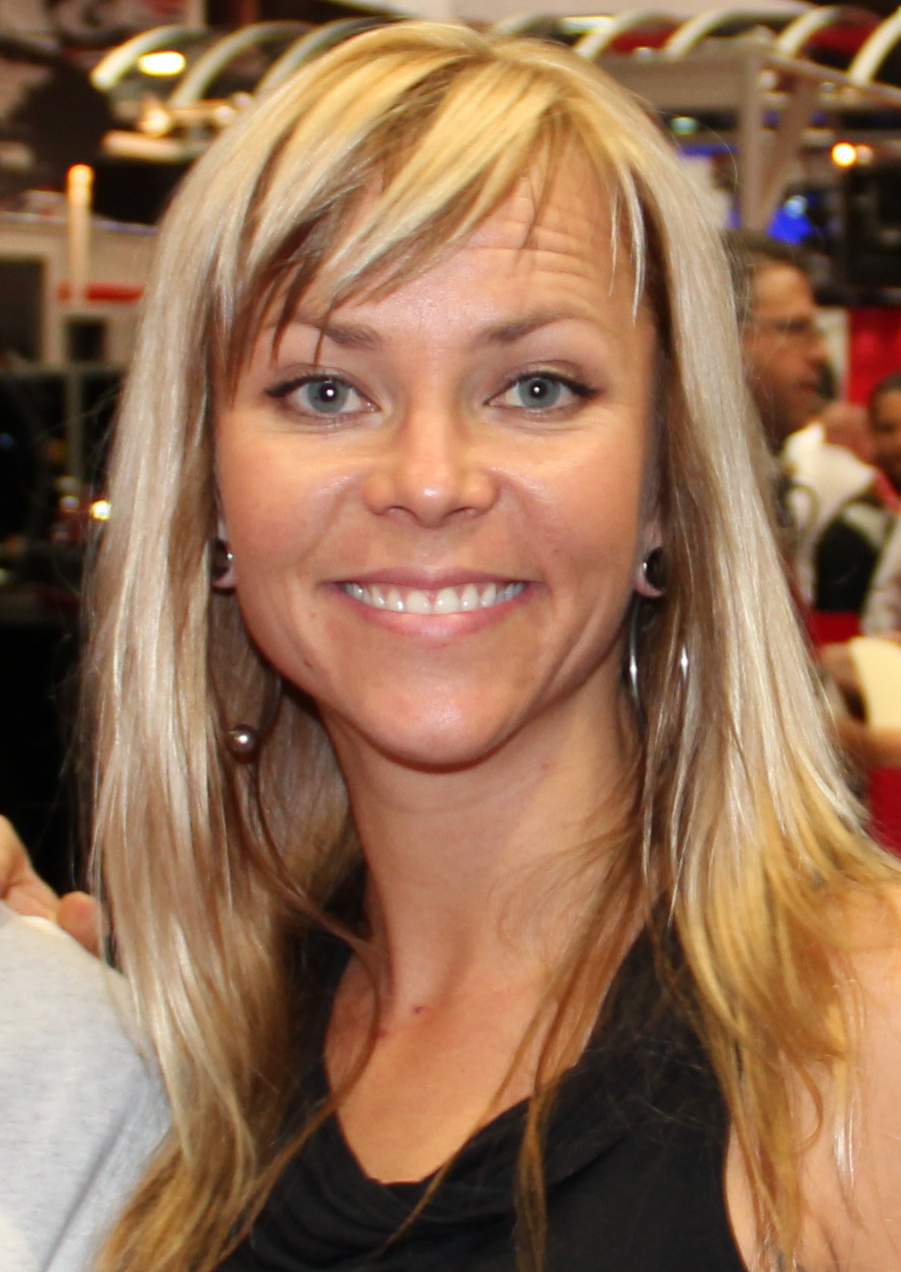
Jessi Combs

Jessi Combs (Rockerville (South Dakota), 27 juli 1980 – Alvord Desert (Oregon), 27 augustus 2019) was een Amerikaans racepilote en televisiepersoonlijkheid. Ze was gekend als "de snelste vrouw op 4 wielen". Ze werd ook bekend door haar medewerking aan MythBusters.
Al in 2014 had Combs het snelheidsrecord in handen, en was ze een bekende persoonlijkheid in de (Amerikaanse) autowereld.
In 2016 reed ze 477mph (768 km/u) in een verbouwde straaljager, waarmee ze de snelste vrouw op aarde werd. 

## Dood en record
Combs stierf op 27 augustus 2019, tijdens een succesvolle poging om in een met  straalmotor aangedreven auto een nieuw snelheidsrecord over land te vestigen. Zij deed dit als onderdeel van het North American Eagle Project op een droge vlakte in de Alvord-woestijn, Oregon. De crash werd veroorzaakt door het desintegreren van een voorwiel, waarschijnlijk veroorzaakt door het raken van een voorwerp in de woestijn. Het voorwiel begaf het terwijl zij met een snelheid van bijna 842 km/u over de vlakte reed. De officiële doodsoorzaak werd vastgesteld als een "trauma aan het hoofd met de dood als direct gevolg". Nadat het voertuig gecrasht was is het in brand geraakt. Combs was, volgens de lijkschouwer, op dat moment al overleden. Combs' behaalde, voordat zij crashte, tijdens haar laatste rit door de Alvord-woestijn in Oregon op 27 augustus een snelheid van 522,783 mph (841,338 km/u). Hiermee had zij het bestaande snelheidsrecord over land voor vrouwen van 512,71 mph (825,13 km/u), gevestigd in 1976 door Kitty O'Neil verbroken. Dit record werd in juni 2020 geverifieerd door Guinness World Records